# 短葶肉叶荠
短葶肉叶荠（学名：Braya tibetica f. breviscarpa）为十字花科柏蕾荠属肉叶荠下的一个变型。